# Bătălia de la Cahul (1574)
Bătălia de la Iezerul Cahulului a avut loc între oastea domnitorului Moldovei Ioan Vodă cel Cumplit, și armata otomano–tătărească. Bătălia s-a încheiat în favoarea turcilor, un mare aport la înfrângerea domnitorului l-au adus trădările din partea boierimii.

## Context
Atunci cînd sultanul Selim Han Hazret Liry al II-lea a cerut domnului Moldovei să dubleze suma haraciului. Ion Vodă „cu boierii care-i avea tirani ca și dînsul” (Nicolae Costin), a refuzat să plătească tributul. Turcii l-au mazilit și l-au numit domn pe Petru Șchiopul.
Răzvrătindu-se împotriva turcilor, domnitorul a cerut ajutor de la cazaci. Oastea moldoveană condusă de Ion Vodă zdrobește la 14 aprilie 1574 armata turco-valahă în bătălia de la Jiliște.
Nicolae Costin menționa: 
|  | Pe urmă Ion Vodă a stăpînit și cetatea Brăila, unde a tăiat turci de laolaltă (...) fără a lăsa un suflet viu dintr-înșii, apoi a mai luat de la turci Chilia și Akkermanul, arzîndu-le... |

Pentru a-l prinde, oastea otomană a fost împărțită astfel: Ahmed Pașa și Iusuf Pașa au pornit prin Dobrogea spre Moldova, sangeacbeii de Nicopole și Vidin urmau să atace dinspre sud-vest, prin Țara Românească, iar tătarii din est. Domnul a decis să se apere pe rând, mai întâi împotriva oștii care venea dinspre Dunăre.

## Desfășurare
Pe 10 iunie, la baltă, la Cahul (Nicolae Costin), s-au întâlnit cele două oști. Mai întâi, pornește cavaleria moldoveană condusă de pârcălabul Ieremia Cernăuțeanul (cumpărat cu 30.000 de galbeni) care, în loc să atace, trece în tabăra dușmană. Oastea moldoveană este lipsită astfel de cea mai importantă unitate a ei, menită să-l dezorganizeze pe dușman prin atacuri fulgerătoare, deschizând astfel drumul pedestrimii. După un atac al moldovenilor și cazacilor, a urmat contraatacul otoman, despre care relatează Grigore Ureche astfel: 
|  | Ci moldovenii așa sta, cum s-ar fi gătit să moară au să izbândească. Și multă moarte s-au făcut intre amândoao părțile, că nu era loc a călca pre pământu, ci pre trupuri de om. Așa mai apoi să bătiia de aproape, cât și mâinile le obosisă și armile scăpa. Acela praf să făcusă, cât nu sa cunoștiia care de care-i este, de săneațe și di trăsnetul pușcilor nu să auziia dispre amândoao părțile, nici pușcașii nu mai știia în cine dau |

.
Luați prin surprindere de o ploaie de vară, moldovenii au rămas fără pulbere, tunurile neputând fi astfel folosite. Într-un ultim atac, Ioan vodă capturează 60 de tunuri, pe care le distruge, neputându-le transporta. La un atac al tătarilor, care nu interveniseră, până atunci, moldovenii se retrag spre Roșcani.

## Urmări
La Roșcani după o lungă și eroică, dar și zadarnică rezistență, Ioan Vodă s-a predat, primind asigurări că oștenii săi vor fi, în schimb, cruțați. Turcii îl ucid însă legându-l de cozile a două cămile, pentru a-l sfârteca. Oștirea, care nu apucase să părăsească locul luptei, se întoarce atunci spre turci, și oștenii lui Ioan Vodă reîncep lupta pentru a răzbuna moartea mișelească a voievodului.